# Gazi Hussein Pacha
Gazi Hussein Pacha ou Deli Hussein Pacha (en turc ottoman : Gazi ou Deli Hüseyin Paşa) est un militaire ottoman, mort en 1659. Au cours de sa carrière, il est surnommé Gazi (le guerrier), Deli (le fou), Sarı (le blond) ou Baltaoğlu (à la hache). Pacha est un titre de fonction. Il a exercé plusieurs fonctions militaires et administratives en Égypte ottomane, dans les Balkans et au Moyen-Orient. Il est surtout connu pour son rôle dans la conquête de la Crète lors de la guerre de Candie (1645-1669).

## Carrière
Né à Yenişehir  près de Bursa, en Anatolie, il est attaché au personnel du palais impérial sous Mourad IV (1612-1640). Il est promu chef des écuries, puis gouverneur du pachalik de Silistra (Bulgarie actuelle).
Il exerce les fonctions de capitan pacha (commandant en chef de la marine ottomane) de 1632 à 1635 puis de 1639 à 1641. Il prend part à la guerre ottomano-persane de 1623-1639, à Erevan et Bagdad. De 1635 à 1637, il est beylerbey (gouverneur) d'Égypte. Il se signale par sa dureté (il aurait fait exécuter 1 200 condamnés, sans compter ceux qu'il a tués de sa propre main) et par la confiscation de la fortune de bon nombre de riches condamnés. Cependant, il rétablit l'ordre dans la province et réprime le brigandage. En 1637, il est rappelé à Constantinople ; comme il refuse de rendre ses comptes, il est brièvement emprisonné et se libère par le paiement d'une forte somme.

## Conquête de la Crète

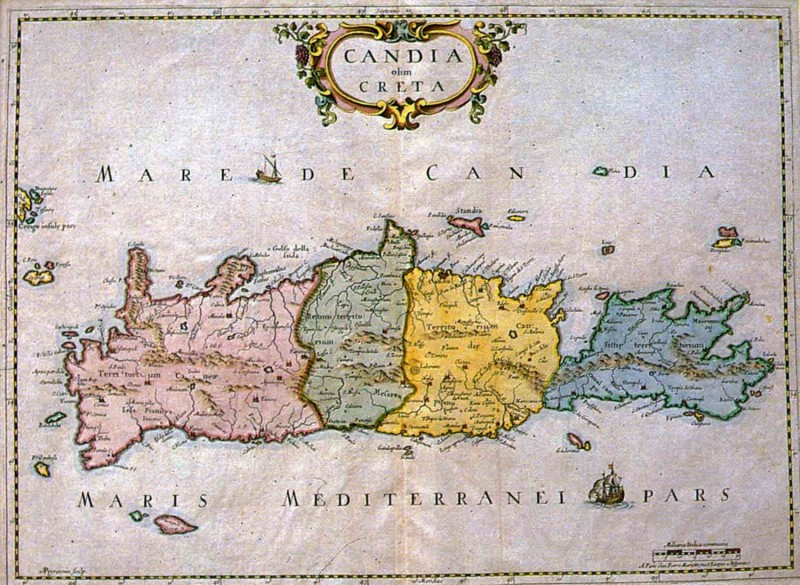
Carte vénitienne de la Crète, XVIIe siècle

En 1645, lors de la guerre de Candie qui oppose l'Empire ottoman à la république de Venise, Gazi Hussein participe au débarquement en Crète vénitienne sous les ordres du Capitan pacha Silahdar Youssouf Pacha (en). Après la capitulation de la ville de La Canée le 22 septembre, la garnison vénitienne obtient le droit de se retirer par mer avec ses armes et Gazi Hussein reçoit le commandement de la cité. L'année suivante, il défend La Canée contre une contre-attaque vénitienne puis s'empare de Réthymnon. À  partir de mai 1648, il dirige le siège de Candie (actuelle Héraklion, le même nom désignant l'île et sa capitale), un des plus longs et des plus acharnés de l'histoire : par les combats et surtout par la peste, la conquête de la Crète coûte 137 116 morts aux Ottomans. Pendant son administration, Gazi Hussein fait reconstruire La Canée et d'autres forteresses.

## Dernières années
Le sultan Mehmed IV le nomme grand vizir le 28 février 1656 mais il n'entre jamais en fonction : le Sultan préfère nommer son rival Zurnazen Mustafa Pacha qui est immédiatement renversé par un soulèvement après avoir tenu le gouvernement pendant quatre heures (5 mars 1656). Gazi Hussein est alors nommé beylerbey de Roumélie, un des postes les plus élevés de l'Empire. En 1659, le grand vizir Mehmet Köprülü, redoutant son prestige sur l'armée, le fait rappeler à Constantinople, emprisonner, puis exécuter.

## Sources et bibliographie
- (en) Cet article est partiellement ou en totalité issu de l’article de Wikipédia en anglais intitulé « Gazi Hüseyin Pasha » (voir la liste des auteurs) dans sa version du 28 octobre 2016.
- François Savinien d’Alquié et Giovanni Battista Rostagno, Histoire curieuse du siège de Candie, Amsterdam, 1671.